# رولاند بلانكو
رولاند بلانكو (بالإسبانية: Rolando Blanco) هو عداء سريع غواتيمالي، ولد في 29 ديسمبر 1972.

## وصلات خارجية
- رولاند بلانكو على موقع الاتحاد الدولي لألعاب القوى (الإنجليزية)
- رولاند بلانكو على موقع أوليمبيديا (الإنجليزية)